# Cyclosorus acuminatus
Cyclosorus acuminatus är en kärrbräkenväxtart som först beskrevs av Georg Wolfgang Franz Panzer och som fick sitt nu gällande namn av Takenoshin Nakai. Cyclosorus acuminatus ingår i släktet Cyclosorus och familjen Thelypteridaceae. Inga underarter finns listade i Catalogue of Life.